# Lựu pháo 155 mm M114
Lựu pháo M114 155 mm là loại lựu pháo kéo được Quân đội Hoa Kỳ phát triển và sử dụng. Nó được sản xuất lần đầu tiên vào năm 1942 như một loại pháo hạng trung với tên gọi 155 mm Howitzer M1. Nó đã được phục vụ trong Quân đội Hoa Kỳ trong Chiến tranh Thế giới thứ hai, Chiến tranh Triều Tiên và Chiến tranh Việt Nam, trước khi được thay thế bằng Lựu pháo M198 155mm.

### Các quốc gia sử dụng
- Afghanistan
- Hoa Kỳ
- Pháp
- Israel
- Venezuela
- Nhật Bản
- Thổ Nhĩ Kỳ
- Hàn Quốc
- Đài Loan
- Philippines
- Malaysia
- Singapore
- Indonesia
- Myanmar
- Thái Lan
- Campuchia
- Lào
- Việt Nam(niêm cất ngưng sử dụng)

## Các quốc gia cũ đã từng sử dụng Lựu pháo 155mm M114
- Việt Nam Cộng hòa
- Vương quốc Lào
- Cộng hòa Khmer

## Nhóm khủng bố phiến quân được quốc gia nào đó cung cấp
- Al-Qaeda: Thổ Nhĩ Kỳ cũng đã cung cấp cho nhóm khủng bố Hay'at Tahrir al-Sham (HTS, được coi là chi nhánh Al-Qaeda ở Syria) hàng chục hệ thống lựu pháo xe kéo M114 (155 mm Howitzer M1) do Mỹ sản xuất, tầm bắn hơn 14 km và có thể bắn tới bốn viên đạn mỗi phút. Bên cạnh đó, Thổ Nhĩ Kỳ cũng đã cung cấp cho nhóm phiến quân này xe chiến đấu M113 và ACV-15, tất cả những vũ khí này đều được Mỹ sản xuất.